# Іст-Портервілл (Каліфорнія)
Іст-Портервілл (англ. East Porterville) — переписна місцевість (CDP) в США, в окрузі Туларе штату Каліфорнія. Населення — 5549 осіб (2020).

## Географія
Іст-Портервілл розташований за координатами 36°3′25″ пн. ш. 118°58′17″ зх. д. / 36.05694° пн. ш. 118.97139° зх. д. (36.056872, -118.971260).  За даними Бюро перепису населення США в 2010 році переписна місцевість мала площу 7,77 км², з яких 7,72 км² — суходіл та 0,05 км² — водойми.

## Демографія
Згідно з переписом 2010 року, у переписній місцевості мешкало 6767 осіб у 1637 домогосподарствах у складі 1388 родин. Густота населення становила 871 особа/км².  Було 1750 помешкань (225/км²).
Расовий склад населення:
| - 54,1 % — білих - 2,3 % — корінних американців - 1,5 % — азіатів - 1,0 % — чорних або афроамериканців - 0,9 % — вихідців з тихоокеанських островів - 35,9 % — осіб інших рас |

До двох чи більше рас належало 4,4 %. Частка іспаномовних становила 72,9 % від усіх жителів.
За віковим діапазоном населення розподілялося таким чином: 36,6 % — особи молодші 18 років, 57,1 % — особи у віці 18—64 років, 6,3 % — особи у віці 65 років та старші. Медіана віку мешканця становила 25,4 року. На 100 осіб жіночої статі у переписній місцевості припадало 106,0 чоловіків;  на 100 жінок у віці від 18 років та старших — 108,1 чоловіків також старших 18 років.
Середній дохід на одне домашнє господарство  становив 37 295 доларів США (медіана — 32 162), а середній дохід на одну сім'ю — 37 645 доларів (медіана — 33 056). Медіана доходів становила 30 694 долари для чоловіків та 21 307 доларів для жінок. За межею бідності перебувало 36,2 % осіб, у тому числі 52,1 % дітей у віці до 18 років та 11,1 % осіб у віці 65 років та старших.
Цивільне працевлаштоване населення становило 1789 осіб. Основні галузі зайнятості: сільське господарство, лісництво, риболовля — 37,3 %, освіта, охорона здоров'я та соціальна допомога — 16,0 %, роздрібна торгівля — 10,5 %, публічна адміністрація — 6,1 %.